# Carly Simon
Carly Elisabeth Simon (Nueva York, 25 de junio de 1943) es una cantante y compositora estadounidense. Es una de las artistas llamadas confesionales por su estilo musical y sus letras biográficas, más populares de los años 1970 y 80. Carly Simon tiene un tipo de voz contralto.

## Biografía

### Inicios
Nació el 25 de junio de 1943 en un hogar acomodado de la ciudad de Nueva York. Su padre, Richard Simon, fue cofundador de la editorial Simon and Schuster. 
A inicios de los años 60 ella y su hermana, Lucy, formaron un dúo llamado The Simon Sisters, que inicialmente se presentó en los bares de Greenwich Village, en Nueva York. Grabaron dos LP, uno de folk bastante suave y otro con canciones para niños. Solamente tuvieron un sencillo, que estuvo fugazmente en las listas en abril de 1964: "Winkin' Blinkin' and Nod".

### Carrera
Las hermanas se separaron a finales de los 60 y Carly Simon decidió empezar una carrera como solista folk. Se puso en contacto con Albert Grossman, quien para entonces era el representante de Bob Dylan; desafortunadamente, el intento no prosperó.
Diferentes productores y ejecutivos conocían sus dotes vocales pero no sabían qué hacer con ella, cómo encajarla en el negocio, y, de una forma natural, decidió dedicarse a la composición junto al crítico de cine Jacob Brackman. 
De la mano del sello Elektra las cosas empezaron a funcionar mejor y, en 1971, dos de sus canciones, "That's The Way I've Always Heard It Should Be" y "Anticipation", se convirtieron en éxitos dentro de Estados Unidos. La primera venía en su primer disco, llamado Carly Simon, mientras que la segunda le dio título a su segundo LP. Hizo su aparición en la película del mismo año Taking Off (Juventud sin esperanza).
Con las cosas en un terreno más positivo, Carly Simon se ayudó del talento del productor Richard Perry para producir su tercer LP. En él se incluyó su canción más famosa: "You're so Vain", de la que se dice habla de Warren Beatty y/o Mick Jagger, que además canta en esa canción. Aun hoy, en todas las entrevistas que se le hacen a Carly Simon se le pregunta sobre quién es el dedicado y la respuesta siempre es una evasiva, que simplemente tiende a enredar más la cuestión.
La canción vendió más de un millón de copias en 1973, llegando al número uno de la revista "Billboard" en el año 1973. Y a inicios de los años 90 se volvió a lanzar en Gran Bretaña después de que apareciera en un anuncio de televisión. 
No Secrets, su tercer larga duración, es de lejos su trabajo más reconocido y en él se incluye mucho del mejor material de su carrera; entre ellos, "The Right Thing to Do", que llegó al top 40. La calidad del disco le valió el Grammy por ser la mejor artista nueva de aquel año. 
Si bien es cierto que el resto de la década fue algo irregular en cuanto a éxitos, Carly Simon mostró una energía casi inagotable que la llevó a participar en conciertos antinucleares y por la paz, además de sus propias giras. 
Su cuarto álbum, Hotcakes, fue top ten de enero de 1974 y en él venía su versión de "Mockingbird" (original de Inez y Charlie Foxx) y cantada junto a su esposo. El sencillo se convirtió en oro, y detrás de él llegó "Haven't Got Time for the Pain", que llegó a estar entre las diez canciones más populares. 
Playing Possum, de 1975, y Another Passenger, de 1976, fueron dos álbumes que no tuvieron el éxito de sus predecesores, pero ayudaron a mantener viva la figura de Carly Simon lo suficiente como para que, en 1977, fuera contratada para interpretar el tema principal de la película de James Bond La espía que me amó. "Nobody does it Better" vendió más de un millón de copias y estuvo entre las diez más populares de la lista Billboard. 
Su siguiente disco, Boys in the Trees, de 1978, también fue disco de oro gracias a "You Belong to Me" y a "Devoted to you", cantada a dúo con James Taylor. 
Sus siguientes discos Spy, de 1979, y Come Upstair, de 1980, no alcanzaron a vender lo suficiente, a pesar de que en el último venía "Jesse", un sencillo que sí fue disco de oro, pero que no pudo empujar al LP. 
En octubre de 1980, Simon tuvo un desmayo por cansancio en medio de una presentación. Después de eso, sus apariciones en concierto han sido escasas. 
La primera mitad de los 80 no fueron boyantes para Carly Simon en Estados Unidos, fundamentalmente por las pobres ventas de sus discos. A pesar de ello, canciones como "Why" y "Kissing with Confidence" tuvieron éxito del otro lado del Atlántico, en Inglaterra. Pese a todo, su primer LP de versiones, "Torch", de 1981, y un excelente LP de temas originales, "Hello Big Man", de 1983, dedicado a sus padres, no tuvieron la repercusión de trabajos anteriores a pesar de su calidad, especialmente del primero, donde se aprecia la extraordinaria calidad de su poderosa voz. 
Su regreso al top 40 en 1986 vino de la mano de "Coming Around Again", el tema de la película Heartburn. Dos años más tarde ganó el Grammy, el Globo de Oro y el Óscar por "Let the River Run" de la película Working Girl, de 1988. 
En 1990, Carly Simon lanzó un disco de baladas pop en el que incluía una serie de covers llamado My Romance. Seis meses después puso a la venta Have you seen me Lately?, en el que todo el material era original y uno de sus mejores trabajos desde los 70. A mediados de los 90, con la publicación del magnífico "Letters never sent" 1994 y una completísima entrevista de "Vanity Fair" en 1995, todo daba a entender que volvería en su dimensión más internacional, ya que tenía en mente iniciar su primer tour fuera de EE. UU., pues se encontraba en su mejor momento vital en muchos años, madura, sabia y atractiva; fue tentada desde el Reino Unido y España con la ITV y A3 como garantes de los proyectos propuestos "Carly in the United Kingdom" y " Carly in the Kingdom of Spain", ambos pensados para rodar en pequeños clubs y escenarios significativos de Londres, Edimburgo, Dorchester, Madrid, Toledo y Sevilla. El proyecto español fue gratamente acogido por importantes artistas españoles e incluso por las autoridades, pero un inoportuno cáncer de mama, superado posteriormente, dio al traste con estas iniciativas.
Pasado el tiempo, y ante la desilusión de los promotores que eran ajenos al showbiz, y a raíz de una magnífica entrevista en M80 de Cano & Fesser, la idea de verla en directo seguía en la mente de ambos promotores, y, haciéndose eco de sus incondicionales seguidores, Carly Simon se comprometió a fijar una actuación en un mítico teatro del Harlem neoyorquino en una iniciativa del grupo Time Warner con la suficiente antelación, la gira del 95 anunciaba las actuaciones en el mismo día y solo se realizó en la parte norte de la costa este, para que tanto los fanes europeos como los americanos de la costa oeste pudieran verla al fin en directo; el evento fue un éxito y gentes de diversas partes de EE. UU. y Europa vieron por fin realizado su sueño, algo que la sorprendió gratamente y cambió en cierto modo la percepción sobre la intensidad y fidelidad de sus fanes. En You tube se puede disfrutar de una jovencísima Carly en 1972, cantando en directo en esos grandes conciertos de la época. 
En 2003 graba la banda sonora de La gran película de Piglet para Disney, lo que le da un impulso a su carrera.
Desde entonces hasta la fecha ha producido más de diez discos, entre retrospectivas, canciones para películas y materiales nuevos.

### Vida privada
En 1972, Carly Simon se casó con el cantautor James Taylor. Simon y Taylor tuvieron dos hijos, Sarah "Sally" Maria Taylor (nacida el 7 de enero de 1974) y Benjamin "Ben" Simon Taylor (nacido el 22 de enero de 1977), ambos son músicos y activistas políticos. En 1983 se separó de su marido, James Taylor. Incluso con la maternidad, su carrera artística nunca se vio afectada. Por el contrario, esa dinámica de vida le ayudó a componer de forma sostenida durante años. Tanto su matrimonio como su separación tuvieron una cobertura amplia en los medios de comunicación norteamericanos, eclipsaron incluso las aventuras de Elizabeth Taylor.[cita requerida]

## Discografía
| - 1971 - Carly Simon - 1971 - Anticipation - 1972 - No Secrets - 1974 - Hotcakes - 1975 - Playing Possum - 1976 - Another Passenger - 1978 - Boys in the Trees - 1979 - Spy - 1980 - Come Upstairs - 1981 - Torch - 1982 - Soup For One - 1983 - Hello Big Man - 1985 - Spoiled Girl - 1987 - Coming Around Again - 1990 - My Romance - 1990 - Have You Seen Me Lately - 1993 - Romulus Hunt: A Family Opera - 1994 - Letters Never Sent - 1997 - Film Noir - 2000 - The Bedroom Tapes - 2005 - Moonlight Serenade - 2007 - Into White - 2008 - This Kind of Love - 2009 - Never Been Gone - 1975 - The Best of Carly Simon - 1995 - Clouds in My Coffee - 1999 - The Very Best of Carly Simon: Nobody Does It Better - 2002 - Anthology - 2004 - Reflections: Carly Simon's Greatest Hits - 2009 - Carly Simon Collector's Edition - 2011 - Original Album Series - 2014 - Playlist: The Very Best of Carly Simon - 2015 - Songs From The Trees: A Musical Memoir Collection | - 1979 - No Nukes: The Muse Concerts for a Non-Nuclear Future - 1988 - Greatest Hits Live - 2023 - Live at Grand Central - 1980 - In Harmony - 1982 - In Harmony 2 - 1989 - Working Girl (Original Soundtrack Album) - 1992 - This Is My Life (Music from the Motion Picture) - 1992 - Bells, Bears and Fishermen (Audiobook - three musical children's stories) - 1993 - Romulus Hunt: A Family Opera - 2003 - Piglet's Big Movie (soundtrack) - 2005 - The Best of Pooh and Heffalumps, Too - 2002 - Christmas Is Almost Here - 2012 - Spoiled Girl: Deluxe Edition - 2015 - The Bedroom Tapes: Special Edition - 2017 - Coming Around Again: 30th Anniversary Deluxe Edition - 2015 - Boys in the Trees: A Memoir |

## Premios y distinciones
Premios Óscar
| Año  | Categoría              | Canción             | Película     | Resultado |
| ---- | ---------------------- | ------------------- | ------------ | --------- |
| 1989 | Mejor canción original | «Let the River Run» | Working Girl | Ganadora  |